# Santia longisetosa
Santia longisetosa är en kräftdjursart som beskrevs av Michitaka Shimomura och Shunsuke F. Mawatari 200. Santia longisetosa ingår i släktet Santia och familjen Santiidae. Inga underarter finns listade i Catalogue of Life.